# 馬亞欽卡
46°29′20″N 33°45′16″E / 46.48889°N 33.75444°E
馬亞欽卡（烏克蘭語：Маячинка）是位於烏克蘭南部的村莊，由赫爾松州卡霍夫卡區的赫雷斯蒂夫卡市鎮負責管轄。該村始建於1903年，面積10平方公里，海拔高度33米，2001年人口2，人口密度每平方公里7.4人。